# Halsey (Nebraska)
Halsey è un villaggio degli Stati Uniti d'America situato tra la contea di Blaine e la contea di Thomas nello Stato del Nebraska. La popolazione era di 76 persone al censimento del 2010.

## Geografia fisica
Halsey è situata a 41°54′09″N 100°16′05″W (41.902625, -100.268114), per lo più nella contea di Thomas.
Secondo lo United States Census Bureau, ha un'area totale di 0,19 miglia quadrate (0,49 km²).

## Storia
Halsey fu progettata nel 1887 quando la ferrovia fu estesa fino a quel punto. Prende il nome da Halsey Yates, un impiegato della ferrovia.

## Società

### Evoluzione demografica
Secondo il censimento del 2010, c'erano 76 persone.

### Etnie e minoranze straniere
Secondo il censimento del 2010, la composizione etnica del villaggio era formata dal 93,4% di bianchi, l'1,3% di asiatici, e il 5,3% di due o più etnie.